# Wolvenburg

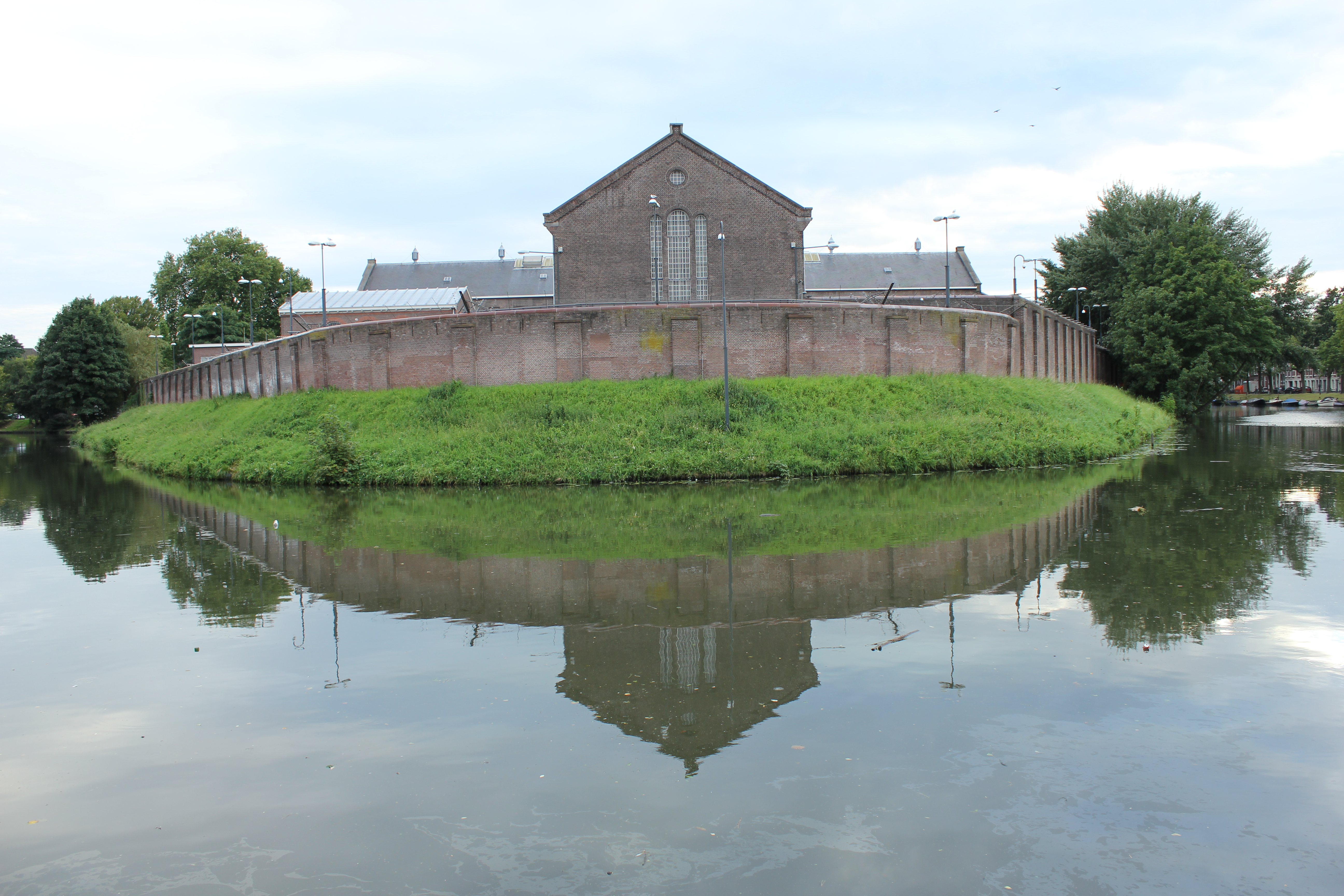
Het Wolvenburg met de Penitentiaire Inrichting Wolvenplein.

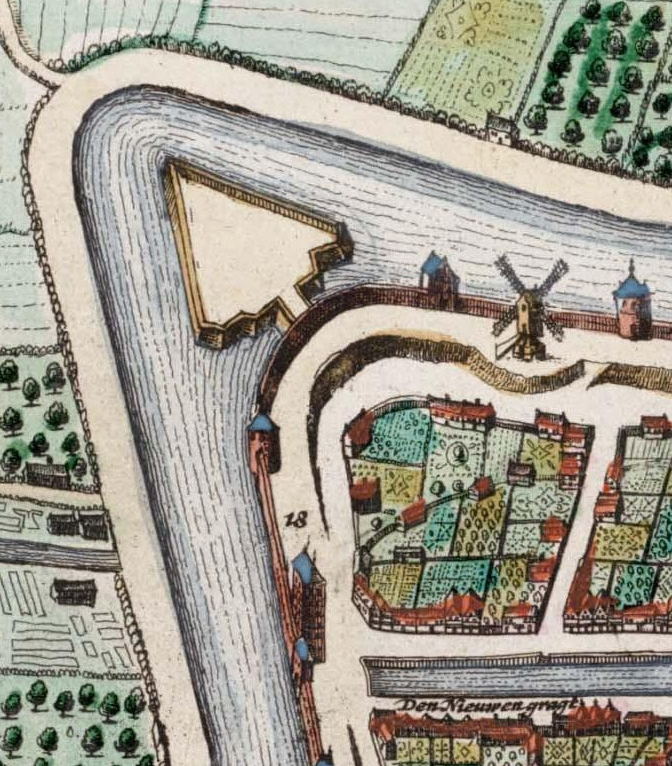
Uitsnede uit een 17e-eeuwse stadsplattegrond met onder meer het Wolvenburg zichtbaar. Oost ligt boven in de afbeelding.

Het Wolvenburg was een aarden bolwerk dat diende in de verdediging van de Nederlandse stad Utrecht. Het was gelegen in het noordoostelijke deel van het stadscentrum aan de Stadsbuitengracht.
Het bolwerk werd omstreeks 1580 onder leiding van de vestingbouwkundige Adriaen Anthonisz tezamen met vier andere bolwerken (Begijnebolwerk, Lepelenburg, Lucasbolwerk en Mariabolwerk) aangelegd om de stadsverdediging te moderniseren. De bouw van deze serie van bolwerken was de laatste modernisering van de verdedigingswerken in de stad totdat in de 19e eeuw de Nieuwe Hollandse Waterlinie met een aantal forten bij Utrecht werd aangelegd. Het bolwerk werd vernoemd naar toren de Wolf die er direct ten zuiden van aan de stadsmuur stond. Net als menig ander verdedigingswerk werd het bolwerk gaandeweg voor niet-militaire activiteiten gebruikt en in de 18e eeuw bevond zich een lakmoesmakerij op het bolwerk. Rond 1850 is het Wolvenburg met de sloop van de oude verdedigingswerken heringericht om plaats te bieden aan de gevangenis die vandaag de dag nog aan het Wolvenplein staat.
Begijnebolwerk · Bijlhouwerstoren · Catharijnepoort · Forten bij Utrecht · Lepelenburg · Lucasbolwerk · Manenborgh · Mariabolwerk · Morgenster · Pellecussenpoort · Plompetoren · Smeetoren · Sonnenborgh · Stadsbuitengracht · Sterrenburg · Tolsteegpoorten · Traiectum/Trecht · Vredenburg · Weerdpoort · Wittevrouwenpoort · Wolvenburg